# Liste der denkmalgeschützten Objekte in Vroutek
Grundlage dieser Liste der denkmalgeschützten Objekte in Vroutek ist die ÚSKP-Liste (Ústřední seznam kulturních památek České republiky, deutsch Zentrale Liste der Kulturdenkmäler der Tschechischen Republik), die von der tschechischen Denkmalschutzbehörde NPÚ (Národní památkový ústav, deutsch Nationale Denkmalbehörde) seit 1987 geführt wird und an die seit dem Jahr 1850 geschaffenen Listen anschließt.

## Denkmalgeschützte Objekte in Vroutek nach Ortsteilen

### Vroutek(Rudig)
| Lage                                        | Objekt                                                                     | Beschreibung | ÚSKP-Nr.                  | Bild                   |
| ------------------------------------------- | -------------------------------------------------------------------------- | --- | ------------------------- | ---------------------- |
| Vroutek, Kryrská 87 (Standort)              | Haus Nr. 87                                                                | Stadthaus | 43332/5-1487 Info Katalog | Haus Nr. 87            |
| Vroutek, bei Nr. 159 (Standort)             | Feste bei Haus Nr. 159                                                     | Archäologische Stätte – Feste Nr. 159, archäologische Spuren (bisher ohne archäologische Forschung) | 43290/5-1488 Info Katalog | Feste bei Haus Nr. 159 |
| Vroutek, náměstí Míru (Standort)            | Mariensäule (Sloup se sousoším Piety)                                      | Säule mit Pietà-Skulptur (Pestsäule auf dem Marktplatz von 1711) | 43395/5-1485 Info Katalog | weitere Bilder         |
| Vroutek, im Ortszentrum (Standort)          | Kirche Jacobus des Älteren (Kostel svatého Jakuba Většího)                 | Kirche Jacobus des Älteren, romanisches Gebäude aus dem zweiten Viertel des 13. Jahrhunderts mit Apsis im Osten und Turm mit Zeltdach im Westen. Das Mauerwerk ist eine Kombination aus rotem und weißem Sandstein. | 43204/5-1483 Info Katalog | weitere Bilder         |
| Vroutek, Kryrská (Standort)                 | Säule mit Skulptur Anna selbdritt (Sloup se sousoším svaté Anny Samétřetí) | Säule mit Skulptur Anna selbdritt | 43125/5-1486 Info Katalog | weitere Bilder         |
| Vroutek 89 (Standort)                       | Bauernhaus Nr. 89                                                          | Bauerngehöft | 43037/5-1490 Info Katalog | Bauernhaus Nr. 89      |
| Vroutek, westlich von der Kirche (Standort) | Speicher (Sýpka)                                                           | Getreidespeicher | 43003/5-1491 Info Katalog | Speicher (Sýpka)       |
| Vroutek, náměstí Míru 1 (Standort)          | Gasthaus – Kino                                                            | Gasthaus – Kino | 43021/5-1492 Info Katalog | Gasthaus – Kino        |
| Vroutek, Nádražní 164 (Standort)            | Haus Nr. 164                                                               | Stadthaus | 43022/5-1489 Info Katalog | Haus Nr. 164           |
| Vroutek, im Ortszentrum (Standort)          | Kirche St. Johannes des Täufers (Kostel svatého Jana Křtitele)             | Kirche St. Johannes des Täufers mit Treppenanlage, Einfriedung und Tor – einschiffige Barockkirche von 1726 mit dem Grundriss eines Kreuzes.                                                                        | 42928/5-1484 Info Katalog | weitere Bilder         |

### Lužec (Lust)
| Lage                  | Objekt        | Beschreibung | ÚSKP-Nr.                  | Bild           |
| --------------------- | ------------- | --- | ------------------------- | -------------- |
| Lužec 1, 2 (Standort) | Schloss Lužec | Schloss Lust – ursprünglicher Bau im Barockstil aus dem 17. Jahrhundert, mit Wachturm vom Ende des 16. Jahrhunderts, vor dem Hauptgebäude befindet sich ein Innenhof mit seitlichen Wirtschaftsgebäuden aus dem 19. Jahrhundert. Schloss – zweistöckiges Gebäude mit massiver Eingangsfassade, mit drei Giebeln bekrönt, auf dem Satteldach befindet sich ein Glockenturm, mit folgenden Einzeldenkmalen: Schloss Nr. 1, Wirtschaftsgebäude, Hof, Umfassungsmauer mit Tor, Haus Nr. 2 mit Wachturm und Schlosspark | 42581/5-1126 Info Katalog | weitere Bilder |

### Mlýnce (Linz)
| Lage                          | Objekt         | Beschreibung | ÚSKP-Nr.                  | Bild           |
| ----------------------------- | -------------- | --- | ------------------------- | -------------- |
| Mlýnce, pův. čp. 1 (Standort) | Schloss Mlýnce | Schloss Linz mit Kapelle und Park – im neugotischen Stil von 1889, dominiert durch zwei Türme, ursprünglich ein vierflügeliges Gebäude, nach dem Brand von 1967 wurde ein Flügel abgerissen. | 43299/5-1127 Info Katalog | weitere Bilder |

### Skytaly (Skytal)
| Lage                  | Objekt                                   | Beschreibung | ÚSKP-Nr.                  | Bild                       |
| --------------------- | ---------------------------------------- | --- | ------------------------- | -------------------------- |
| Skytaly (Standort)    | Mariensäule (Socha Madony)               | Mariensäule | 53895/5-1411 Info Katalog | Mariensäule (Socha Madony) |
| Skytaly 13 (Standort) | Bauernhaus Nr. 13                        | Bauerngehöft | 42388/5-1408 Info Katalog | Bauernhaus Nr. 13          |
| Skytaly 8 (Standort)  | Bauernhaus Nr. 8                         | Bauerngehöft | 43333/5-1409 Info Katalog | Bauernhaus Nr. 8           |
| Skytaly 40 (Standort) | Schloss Skytaly                          | Schloss Skytal – rechteckiger zweistöckiger Bau mit Mansarddach aus der ersten Hälfte des 18. Jahrhunderts, mit folgenden Einzeldenkmalen: Schloss, ehem. Wirtschaftsgebäude, Stall I und II sowie Schlosspark.           | 43324/5-1410 Info Katalog | weitere Bilder             |
| Skytaly (Standort)    | Margarethenkirche (Kostel svaté Markéty) | Kirche der hl. Margarethe – spätbarocke einschiffige Kirche mit halbkreisförmigem Presbyterium und Walmdach von 1789. Die Westfassade wird von einem prismatischen Turm mit zwiebelförmiger Kuppel mit Laterne dominiert. | 43601/5-1407 Info Katalog | weitere Bilder             |

### Vesce (Wes)
| Lage                           | Objekt  | Beschreibung | ÚSKP-Nr.            | Bild           |
| ------------------------------ | ------- | ------------ | ------------------- | -------------- |
| Vesce, am Dorfplatz (Standort) | Kapelle | Kapelle      | 100978 Info Katalog | weitere Bilder |

### Vidhostice (Widhostitz)
| Lage                                                        | Objekt                                 | Beschreibung | ÚSKP-Nr.                  | Bild           |
| ----------------------------------------------------------- | -------------------------------------- | --- | ------------------------- | -------------- |
| Vidhostice, im Ortszentrum (Standort)                       | Martinskirche (Kostel svatého Martina) | Kirche des hl. Martin mit Umfassungsmauer – Barockgebäude aus dem Jahr 1791, mit Presbyterium von der ursprünglichen Kirche aus dem 14. Jahrhundert. | 42712/5-1471 Info Katalog | weitere Bilder |
| Vidhostice, am südwestlichen Ortsrand bei Nr. 11 (Standort) | Feste mit Graben (Tvrziště s příkopem) | Feste mit Wassergraben | 42734/5-1472 Info Katalog | weitere Bilder |

### Vrbička (Kleinfürwitz)
| Lage                                            | Objekt                | Beschreibung | ÚSKP-Nr.                  | Bild                  |
| ----------------------------------------------- | --------------------- | --- | ------------------------- | --------------------- |
| Vrbička, 1,5 km nordwestlich vom Ort (Standort) | Ruine Lina            | Feste – Burgruine Lina, Reste vom Mauerwerk des ursprünglichen Herrenhauses mit quadratischem Grundriss, erreichen eine Höhe von 3 m. Die Feste wurde vermutlich im 13. Jahrhundert erbaut und befindet sich in einem abgelegenen Gebiet oberhalb des Dorfes Vrbička. | 42678/5-1414 Info Katalog | weitere Bilder        |
| Vrbička, am Dorfplatz (Standort)                | Bildstock (Boží muka) | Bildstock | 42957/5-1412 Info Katalog | Bildstock (Boží muka) |